# Mokradská hoľa

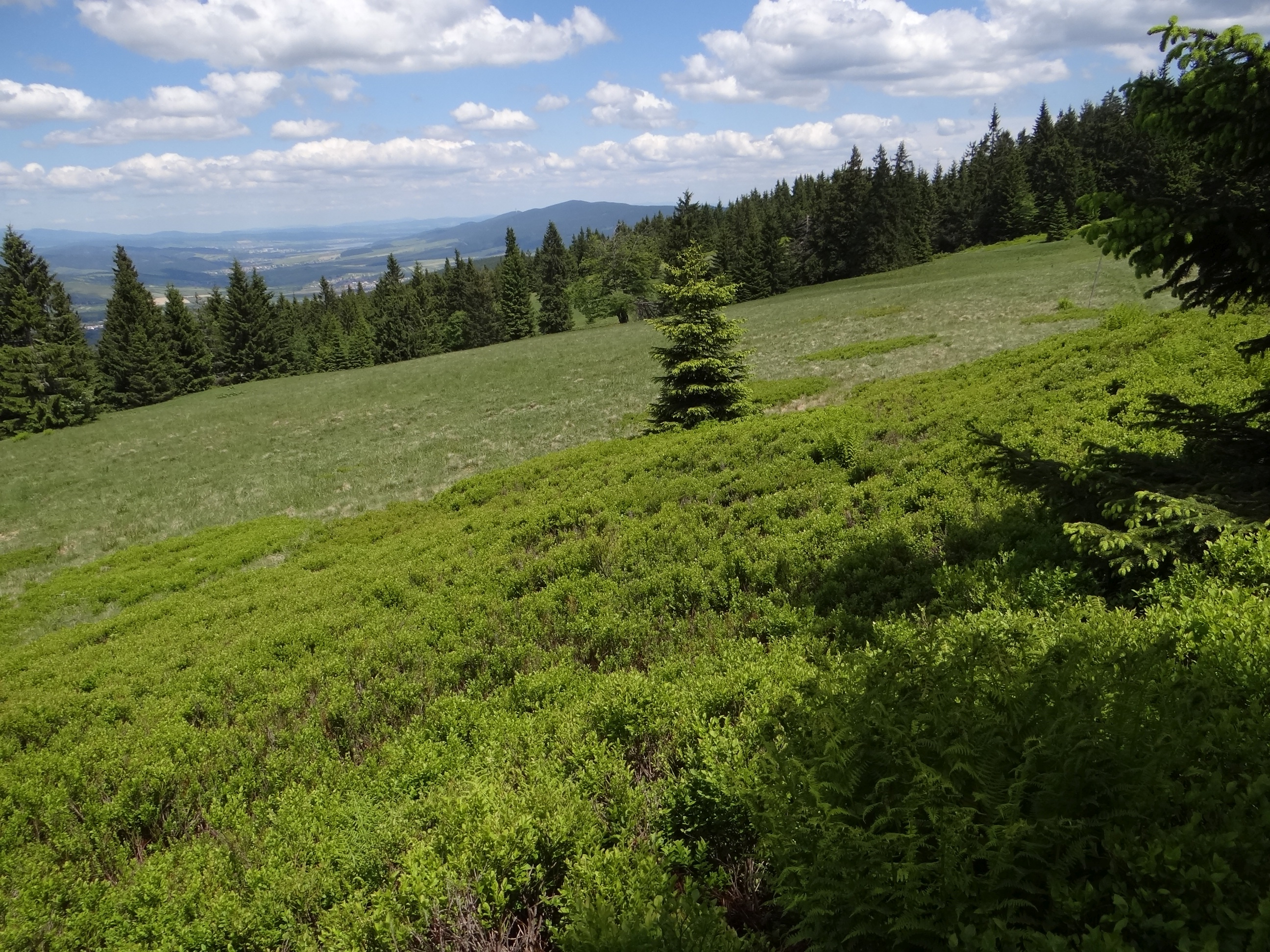

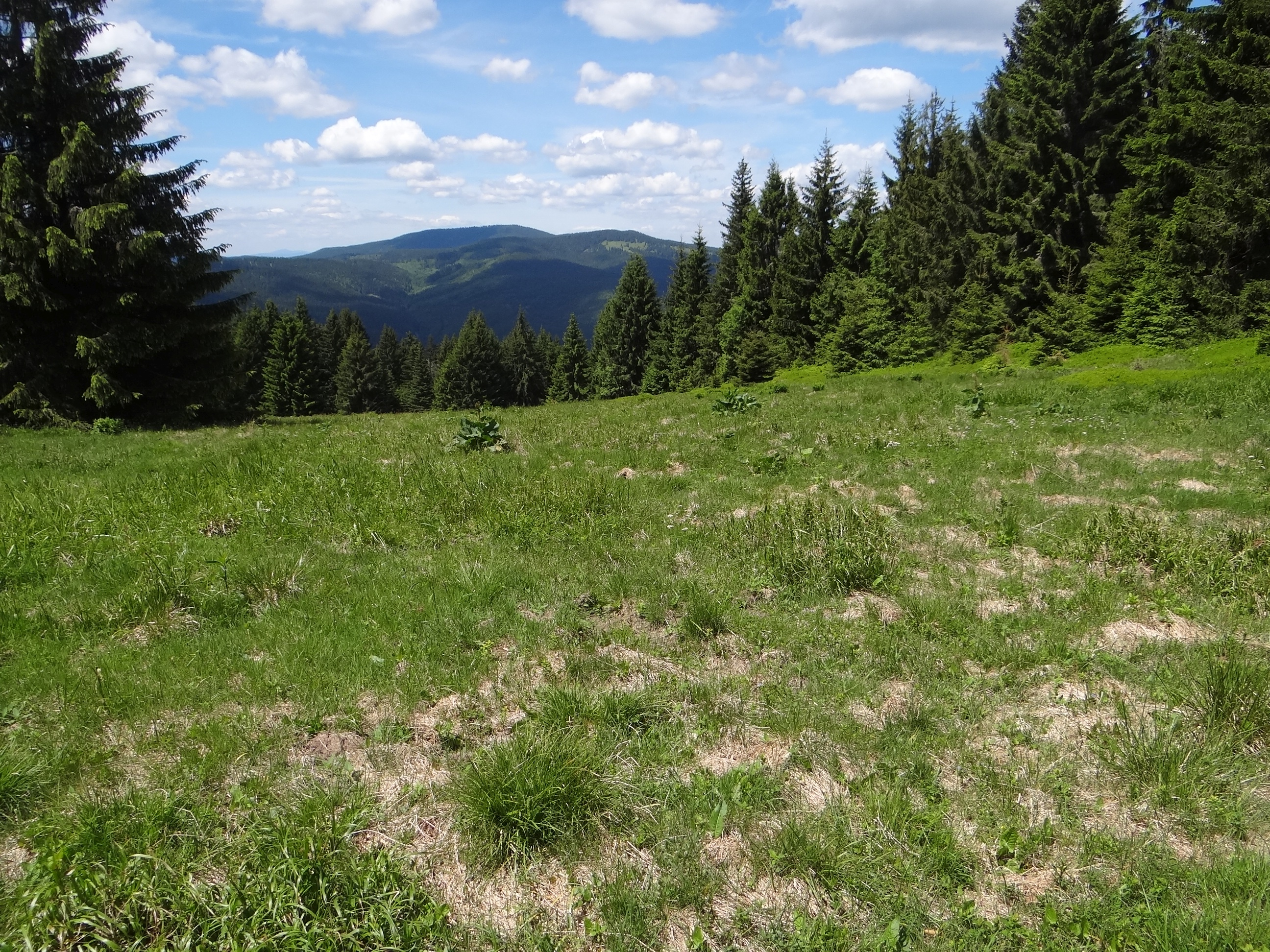

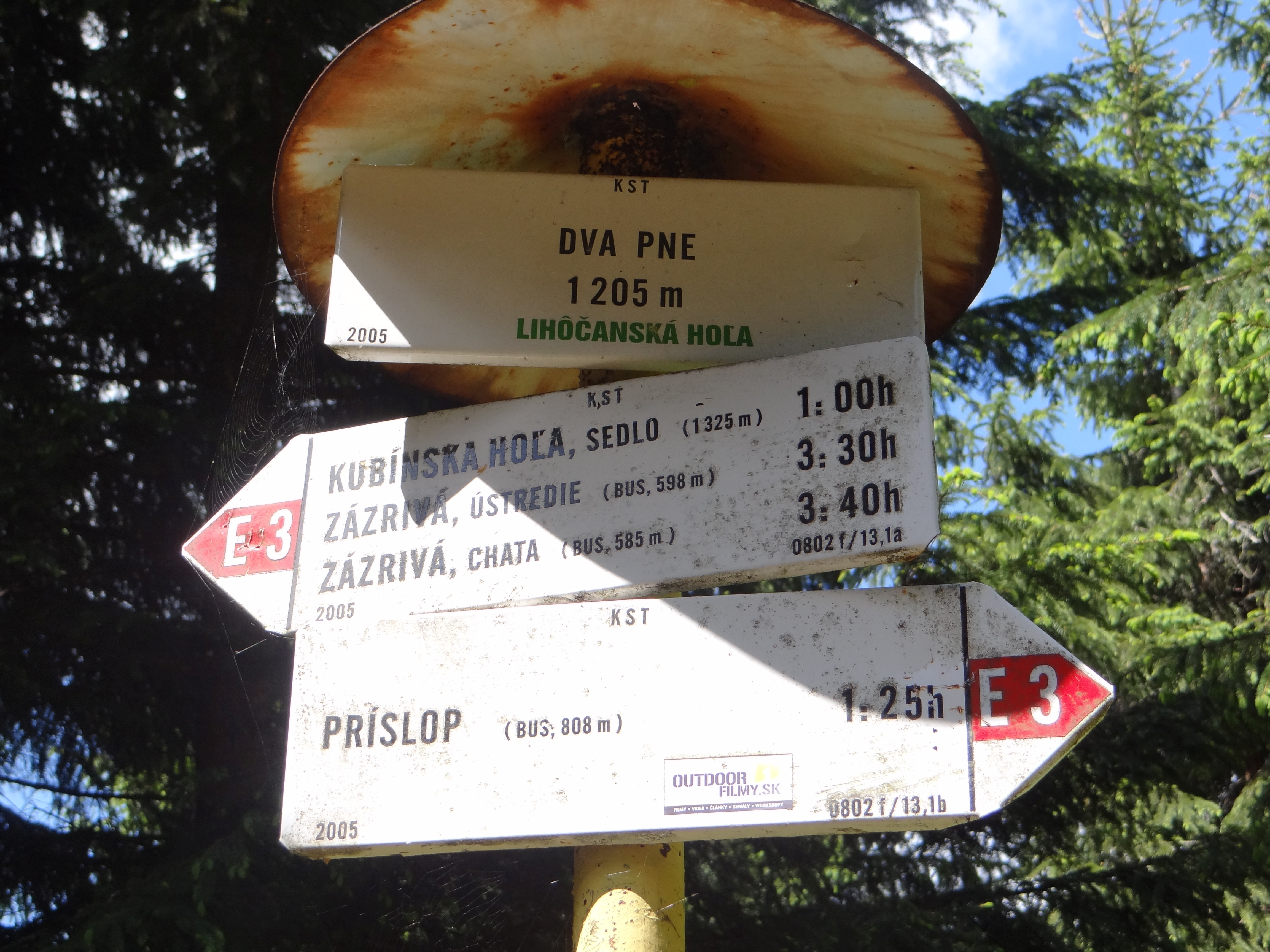

Mokradská hoľa – duża hala w głównym grzbiecie Magury Orawskiej na Słowacji. Znajduje się na północno-zachodnich stokach grzbietu między szczytem Dva pne (1224 m) i bezimiennym wierzchołkiem 1160 m. Na mapie słowackiej opisana jest jako bývala Mokradská hoľa, czyli dawna Mokradská hoľa (nazwa dotyczy nieistniejącej wsi Mokradská hoľa). Na słupku turystycznym natomiast opisana jest jako Lihôčanská Hoľa.
W górnej części Mokradskiej Hali wypływa potok Priekopa.
Dawniej Magura Orawska była intensywnie wypasana. Na głównym jej grzbiecie oprócz Mokraskiej Hali duża hala pasterska ciągnęła się od Minčola przez szczyt Hali Kubińskiej dalej na wschód. Z powodu nieopłacalności ekonomicznej dawno już zaprzestano na nich wypasu i stopniowo zarastają lasem. Obecnie na Mokradskiej Hali stoją ambony myśliwskie.
Przez Mokradską Halę prowadzi znakowany szlak turystyczny, Dzięki otwartym trawiastym terenom, rozciągają się z niej ograniczone widoki na północ.

## Szlak turystyczny
odcinek: Minčol – Sedlo Kubínska hoľa – Čierny vrch – Dva p.n.e. – Mokradská hoľa – Príslop – Sedlo Príslop